# Cloroetano
El cloroetano o monocloroetano, comúnmente conocido por su antiguo nombre cloruro de etilo, es un compuesto químico con la fórmula C2H5Cl, usado alguna vez en la producción de tetraetilo de plomo, un  aditivo de la gasolina. Es un gas incoloro e inflamable, o un líquido refrigerado con un olor ligeramente dulce.

## Producción
El cloroetano es producido mediante la hidrocloración de etileno:
C2H4 + HCl → C2H5Cl
En el pasado, este era producido a partir de etanol y ácido clorhídrico, o de etano y cloro, pero estos métodos ya no son económicos.  Hoy en día, el cloroetano se genera como un subproducto en la producción de policloruro de vinilo.

## Usos
Desde comienzos de 1922 hasta la mayor parte del siglo XX el cloroetano fue usado principalmente para producir tetraetilo de plomo, un agente antidetonante para la gasolina. Ya que el tetraetilo de plomo está o ha ido desapareciendo de la industria, la demanda de cloroetano ha caído bruscamente. El cloroetano reacciona también con metal de aluminio para producir sesquicloruro de etilaluminio, un  precursor químico para polímeros y otros útiles compuestos de organoaluminio.
Al igual que otros hidrocarburos clorados, el cloroetano ha sido usado como un refrigerante, un pulverizador, un anestésico, y un agente espumante para envoltorios de espuma. Por un tiempo fue usado como un promotor químico en el proceso de catalización de cloruro de aluminio para producir etilbenceno, el precursor para el monómero de estireno. Hoy en día el cloroetano no es muy usado para estos fines; el único uso industrial importante que se le da es en el tratamiento de celulosa para hacer etilcelulosa, un agente espesante y enlazador en la producción de pinturas, cosméticos, y productos similares.
El cloruro de etilo es suministrado como un líquido en una botella de espray propulsado por su propia presión de vapor. Actúa así como una leve anestesia tópica por su efecto enfriante cuando se aplica sobre la piel, usada por ejemplo para remover astillas en un escenario clínico. Al aplicarse, el líquido comienza a evaporarse y a absorber calor del tejido provocando un rápido y fuerte enfriamiento. Sin embargo, ya que su punto de ebullición se encuentra por encima del punto de congelación del agua, no hay peligro de congelamiento. El vapor es inflamable y narcótico, por lo que requiere de cuidado en su manejo.
El cloroetano es una droga recreacional inhalante y, al igual que el popper, usado durante la actividad sexual. En Brasil es común (aunque ilegal) el uso de drogas durante el desfile del Carnaval conocido como lança-perfume.[cita requerida]

## Cuidados
El cloruro de etilo es el menos tóxico de los cloroetanos y, al igual que estos, es un depresor del sistema nervioso central, aunque de una manera menos potente que otros compuestos similares. La gente que respira aire con al menos 1% de concentración de cloroetano generalmente no presenta síntomas, mientras que a mayores concentraciones se manifiestan síntomas similares a los de la ebriedad y los casos en que la concentración es del 15% mayor suelen ser fatales.
Los estudios sobre los efectos de la exposición crónica de cloroetano en animales muestran resultados inconsistentes, y no existen datos de los efectos a largo plazo que este causa en los humanos. Algunos estudios han concluido que una exposición prolongada del mismo puede producir daño hepático y renal y cáncer uterino en ratones, pero estos datos han sido difíciles de producir.
El cloroetano no está clasificado dentro del grupo de carcinogenicidad a los humanos (Grupo 3).Información reciente sugiere un potencial cancerígeno; ha sido designado por la ACGIH como categoría A3, Cancerígeno Animal Confirmado con Relevancia Desconocida para los Humanos. Como resultado, el Estado de California lo ha incorporado a la Propuesta 65 como un conocido cancerígeno. No obstante, sigue siendo usado como anestésico local.